# 문정식
문정식(文正植, 1930년 6월 23일 ~ 2006년 12월 25일)은 대한민국의 전 축구 선수 및 지도자로 포지션은 공격수였다.

## 선수 시절
1958년부터 1962년까지 4년 동안 대한민국 대표팀의 일원으로 활동하며 아시안 게임 2연속 은메달(1958년, 1962년)과 1960년 AFC 아시안컵 우승에 기여했다.

## 은퇴 이후
선수 은퇴 후 제일모직 축구단의 코치를 시작으로 DB손해보험(전 한국자동차보험 축구단), 대한민국 남자 대표팀, 울산 현대, 대한민국 여자 대표팀, 오이타 트리니타의 감독을 지냈으며 2006년 12월 25일 77세의 나이로 별세했다.